# Посушје
Посушје је градско насеље и сједиште општине Посушје у западној Херцеговини, Босна и Херцеговина. Општина Посушја заузима површину од 461 km² и налази се у Западнохерцеговачком кантону у Федерацији БиХ. Према задњем попису становништва из 1991. има 17.134 становника. Према подацима пописа становништва 2013. године, у Посушју је пописано 6.267 лица.

## Географија
Посушки крај се налази на раскрсници путева: Мостар — Имотски — Сплит, Мостар — Томиславград — Ливно и Плоче — Љубушки — Груде — Прозор — Горњи Вакуф — Травник (Пут спаса у изградњи).

## Историја
Највероватније је име Посушје настало од Сушни крај.
Посушје је било под Турцима од 1513. — 1878.

## Становништво
По последњем службеном попису становништва из 1991. године, општина Посушје је имала 17.134 становника, распоређених у 19 насељених места.
|             | 2013.          | 1991.          |
| Укупно      | 6 267 (100,0%) | 3 913 (100,0%) |
| Хрвати      | 6 243 (99,62%) | 3 838 (98,08%) |
| Албанци     | 8 (0,128%)     | –              |
| Срби        | 5 (0,080%)     | 8 (0,204%)     |
| Непознато   | 5 (0,080%)     | –              |
| Бошњаци     | 2 (0,032%)     | 4 (0,102%)1    |
| Муслимани   | 2 (0,032%)     | –              |
| Неизјашњени | 1 (0,016%)     | –              |
| Остали      | 1 (0,016%)     | 37 (0,946%)    |
| Југословени | –              | 26 (0,664%)    |

1. 1 На пописима од 1971. до 1991. Бошњаци су пописивани углавном као Муслимани.

## Насељена мјеста
Баре, Батин, Броћанац, Читлук, Градац, Коњско, Осоје, Подбила, Поклечани, Посушје, Растовача, Сутина, Трибистово, Вињани, Вир, Врпоље, Вучипоље, Загорје и Завелим.
Послије потписивања Дејтонског споразума, општина Посушје у цјелини, ушла је у састав Федерације БиХ.